# Macarisia
Macarisia là một chi thực vật có hoa trong họ Rhizophoraceae.

## Loài
Chi Macarisia gồm các loài: